# Mala Zimetbaum
Mala Zimetbaum (Brzesko, 26 januari 1918 - Auschwitz, 15 september 1944) was een Antwerpse Jodin van Poolse herkomst.

## Jeugd
Mala Zimetbaum was de vijfde en jongste dochter van Pinhas Zimetbaum en Chaya Schmelzer. In 1928 emigreerde het gezin van Polen naar België, waar het zich in Antwerpen vestigde. Mala was een briljante student, maar moest de school verlaten om het gezin te onderhouden – haar vader werd blind – en gaan werken in een diamantslijperij.

## Deportatie naar Auschwitz
In juli 1942, waarschijnlijk de 22e, werd Mala Zimetbaum gearresteerd en in september dat jaar naar Auschwitz-Birkenau gedeporteerd. Zimetbaum sprak vloeiend Pools, Duits, Vlaams, Jiddisch en Engels, en was daardoor een bevoorrechte gevangene die mocht optreden als vertaalster en verbindingspersoon.
Vooral tijdens haar gevangenschap viel ze op als een bijzonder heldhaftige vrouw, die waar ze kon medegevangenen hielp en velen gered heeft van een gang naar de gaskamers.

## Edek Galiński

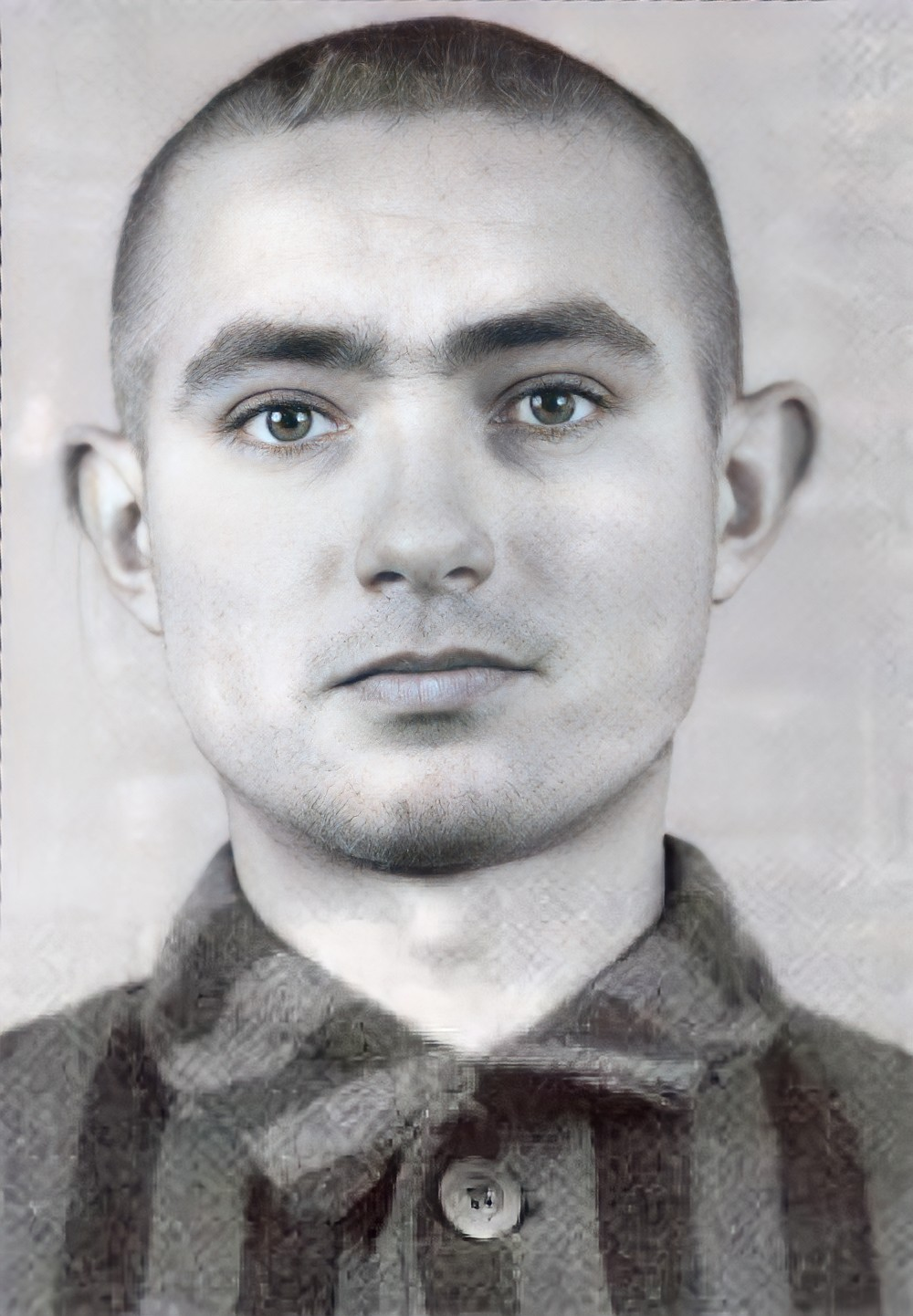
Edward (Edek) Galiński (1923-1944).

Edward Galiński (1923 - 1944), bijgenaamd Edek van niet-Joodse herkomst, werd geboren op 10 mei 1923 in Wieckowice, Polen. Hij werkte voor het Poolse leger in de strijd tegen de nazi's. Hij werd gearresteerd en met 728 andere politieke gevangenen op 14 juni 1940 gedeporteerd naar Auschwitz, waar Mala hem leerde kennen.

## Ontsnapping en executie
In 24 juni 1944 ontsnapten Mala en Edek uit Auschwitz. Ze werden echter na een paar weken, waarschijnlijk op 6 juli, opnieuw opgepakt, volgens sommige bronnen bij een grensovergang in de bergen, volgens andere tijdens het kopen van een brood in de naburige stad. Ondanks folteringen kwamen de beulen de namen van gevangenen die bij de ontsnapping geholpen hadden niet te weten. Edek en Mala zouden terechtgesteld worden. Beiden probeerden vlak voordien zelfmoord te plegen, maar over de precieze omstandigheden lopen de versies uiteen. De executie was door de SS geënsceneerd: om een voorbeeld te stellen, in de hoop het toenemend aantal vluchtpogingen in te dijken, moest hiervoor het voltallig kamp aantreden. Er zijn dus veel getuigen van Mala's en Edeks einde op 15 september 1944.
Mala Zimetbaum liet een grote indruk na op vele gevangenen die, doordat deze gebeurtenissen zich tamelijk laat in de oorlog hebben afgespeeld, veelal hebben overleefd; vandaar het groot aantal getuigenissen.

## Literatuur

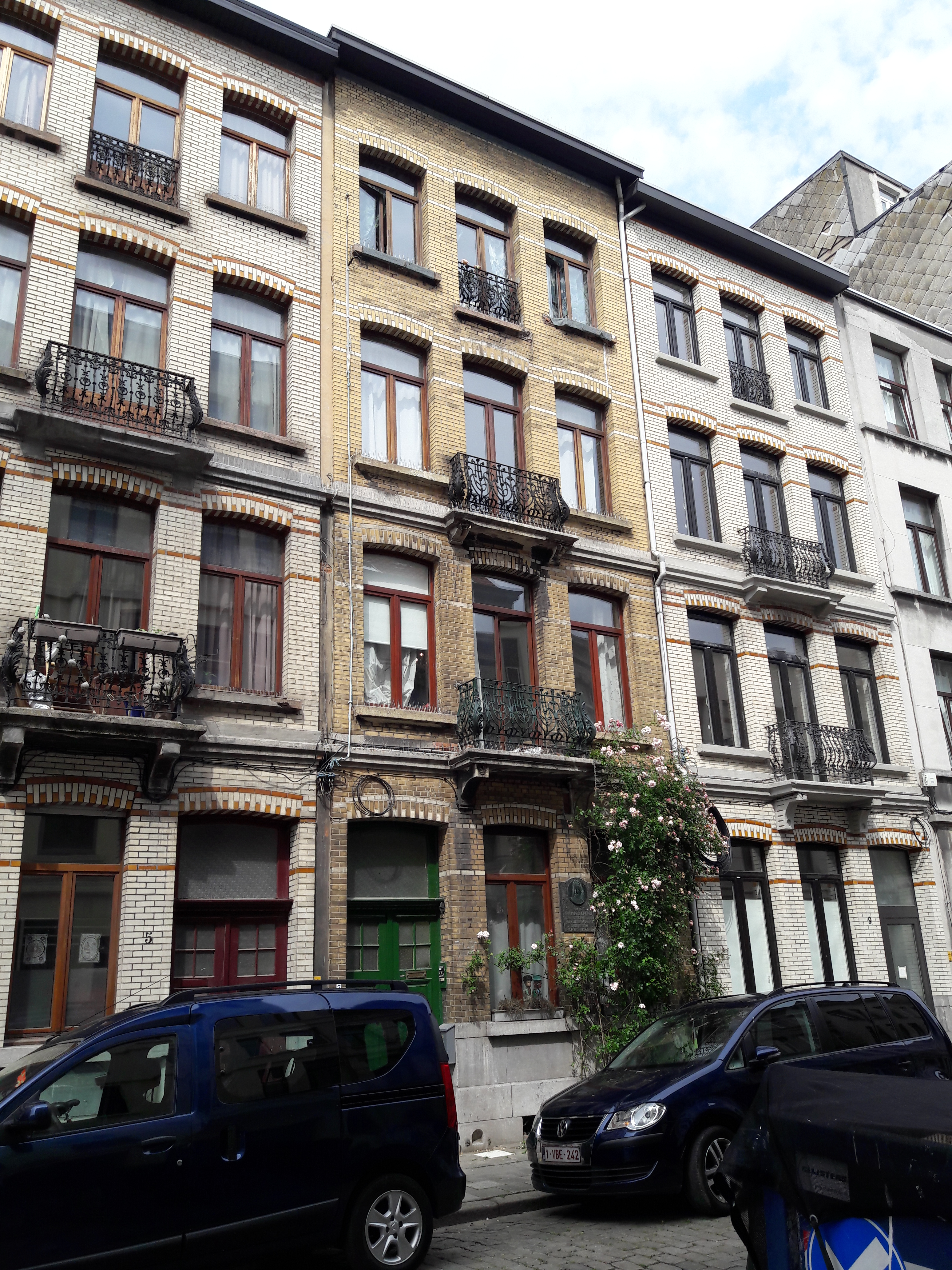
Woonhuis van Mala Zimetbaum in de Marinisstraat nr. 7, Borgerhout-Antwerpen.

## Antwerpen
In 2019 bracht straatkunstenaar Joachim Lambrechts een muurschildering van Zimetbaum aan in de Montensstraat te Borgerhout-Antwerpen. Ze woonde in de nabijgelegen Marinisstraat, op nr. 7.